# Platytrochus hastatus
Platytrochus hastatus är en korallart som beskrevs av Dennant 1902. Platytrochus hastatus ingår i släktet Platytrochus och familjen Turbinoliidae.
Artens utbredningsområde är Indiska oceanen. Inga underarter finns listade i Catalogue of Life.